# D'un nouveau complot contre les industriels
 (mai 2017).
Si vous disposez d'ouvrages ou d'articles de référence ou si vous connaissez des sites web de qualité traitant du thème abordé ici, merci de compléter l'article en donnant les références utiles à sa vérifiabilité et en les liant à la section « Notes et références ».
D'un nouveau complot contre les industriels est un pamphlet de Stendhal, publié en 1825,. Il y critique de manière humoristique les prétentions ridicules des industriels à se faire passer (notamment par la soumission d'une presse payée) pour des hommes admirables, seuls bienfaiteurs de l'humanité, seuls juges des valeurs humaines :

« Pendant que Bolivar affranchissait l'Amérique, pendant que le capitaine Parry s'approchait du pôle, mon voisin a gagné dix millions à fabriquer du calicot ; tant mieux pour lui et pour ses enfants. Mais depuis peu il fait faire un journal qui me dit tous les samedis qu'il faut que je l'admire comme un bienfaiteur de l'humanité. Je hausse les épaules. »

Stendhal vise ainsi Saint-Simon. S'il reconnaît l'utilité des industriels, il souligne leur opportunisme, en contradiction avec leur volonté affichée de faire progresser l'espèce. 

« Supposons qu'un mauvais génie envoie aux États-Unis d'Amérique un président ambitieux comme Napoléon ou Cromwell, cet homme profitera du crédit qu'il trouvera établi en arrivant à la présidence, pour emprunter 400 millions, et avec ces millions il corrompra l'opinion et se fera nommer président à vie. Hé bien ! si les intérêts de la rente sont bien servis, l'histoire contemporaine est là pour nous apprendre que les industriels continueront à lui prêter des millions, c'est-à-dire à augmenter sa force, sans s'embarrasser du sens dans lequel il l'exerce. »

Aussi, pour Stendhal, les seuls hommes admirables, et qui n'ont pas de compte à rendre aux industriels (qui ne sauraient être jugés par eux), sont ceux qui agissent sans calcul et en conservant leur intégrité morale, que ces hommes soient des inconnus, ou des génies comme Lord Byron :

« Pourquoi ? c'est que pour arriver à une haute estime, il faut en général qu'il y ait sacrifice de l'intérêt à quelque noble but. Quels sacrifices ont jamais fait Zamet, Samuel Bernard, Crozat, Bouret, etc., les plus riches industriels dont l'histoire ait gardé le souvenir ?
[…] M. Dupont (de l'Eure) fit-il jamais de belles aumônes de 20,000 francs que l'on a soin de faire enregistrer successivement dans tous les journaux ? »

Ce sont ces hommes qui peuvent prétendre à une légitime immortalité, tandis que les industriels, avec leurs prétentions outrepassant leur utilité réelle et estimable, ne laissent pas de se rendre ridicules :

« La classe pensante a inscrit cette année SANTA-ROSA et LORD BYRON sur la tablette où elle conserve les noms destinés à devenir immortels. Voilà un soldat, voilà un grand seigneur ; pendant ce temps qu'ont fait les industriels ?
Un honorable citoyen a fait venir des chèvres du Thibet. »